# Yue Loong Feeling
De Yue Loong Feeling (Chinees: 裕隆飛羚) is een automodel van de Taiwanese autofabrikant Yue Loong Motor Company en is kortstondig op de Nederlandse markt leverbaar geweest. In 1992 werd de merknaam veranderd in Yulon.

## Geschiedenis
Yue Loong Motor Company is een Taiwanese autofabrikant, in 1953 opgericht als een fabrikant van machines. Yue Loong begon met het produceren van Nissan-auto's onder licentie in de jaren 60. Jarenlang was de missie van het bedrijf om een grote eigen auto-industrie te creëren, met hulp van de Taiwanese overheid. Halverwege jaren 80 werd de droom van de fabrikant werkelijkheid en brachten ze hun eerste (deels) zelf ontwikkelde auto op de markt, de Feeling 101, gebaseerd op de Nissan Stanza. Na aanvankelijk behoorlijk wat succes in 1987 zakten de verkoopcijfers een jaar later alweer in. Om het tij te keren kwam de vernieuwde Feeling uit, de Feeling 102. Hoewel de verkoopcijfers aanvankelijk weer een stijgende lijn vertoonden haalden ze het niveau van 1988 bij lange na niet meer. Het succes van de Feeling was in Taiwan al tanende toen Yue Loong dit model ging exporteren.

## In Nederland

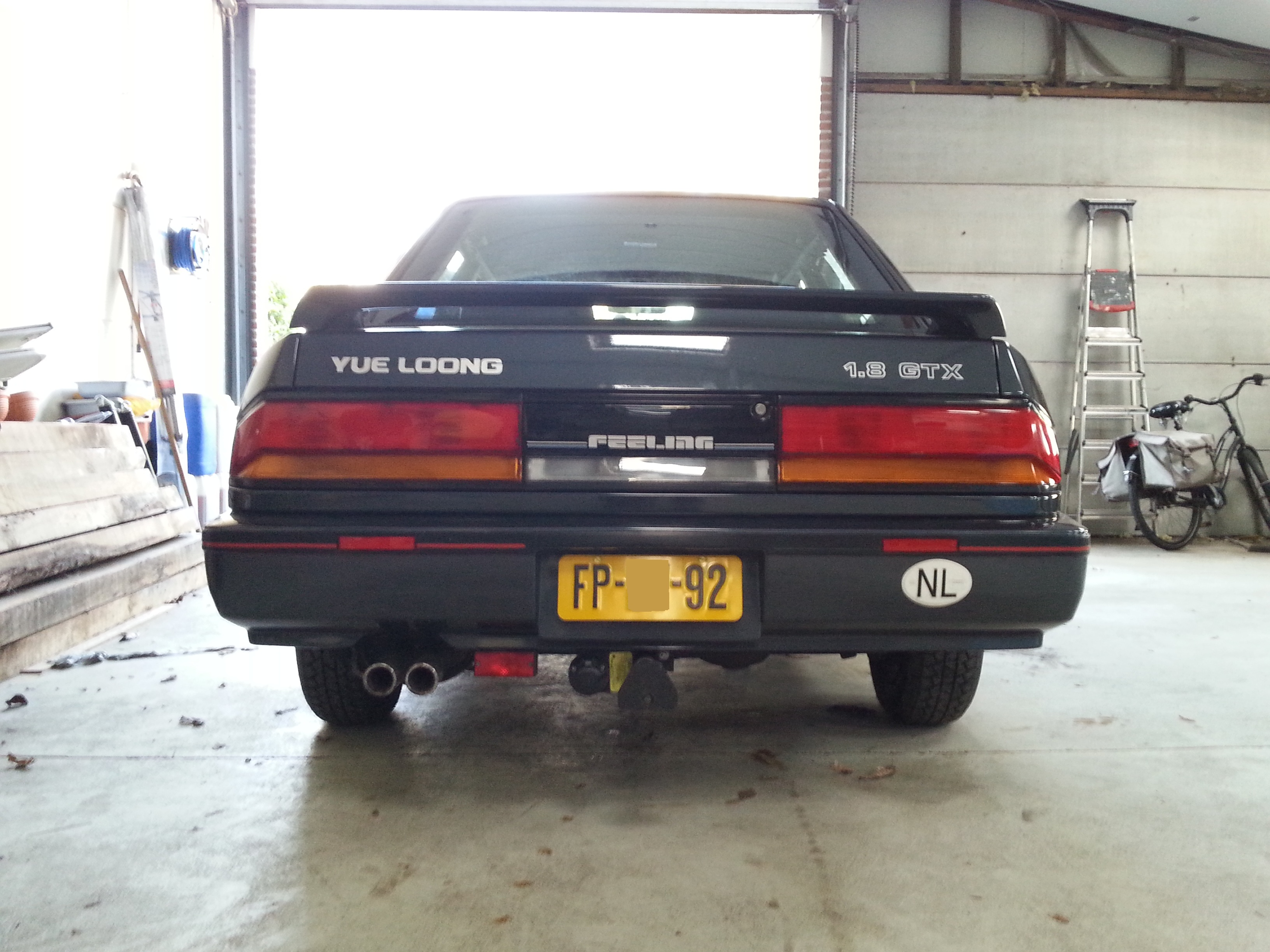
Achterzijde van de enige in Europa overgebleven en in Nederland geregistreerde Yue Loong Feeling (1992).

Ondanks de scherpe verkoopdalingen wilde Yue Loong het niet zomaar opgeven en de Feeling ook exporteren naar Europa. In 1987 hield het WTC Rotterdam een tentoonstelling over de industrie in Taiwan. Een van de uitgestalde producten was de Yue Loong Feeling.
De Abemy Groep in Sassenheim had interesse en zou de distributie voor Europa gaan verzorgen. Na veel oponthoud werd de Yue Loong Feeling in 1992 daadwerkelijk leverbaar. De prijzen waren niet zo scherp voor het inmiddels (technisch) achterhaalde ontwerp: de 1.6 LS moest minimaal 24.350 gulden opbrengen, de 1.8 LSX 26.350 gulden en het topmodel, de 1.8 GTX 29.350 gulden. Met 122 registraties in 1992 werd de Feeling dan ook niet meteen een succes in Nederland.
Nederland was het eerste land in Europa waar Yue Loong voet aan wal probeerde te krijgen. Het was de bedoeling dat Nederland vervolgens een bruggenhoofd voor export naar andere Europese landen zou gaan vormen. De prijs van de Feeling was echter te hoog om in Nederland veel interesse te wekken. Ook toen de prijs in de loop van 1992 drastisch werd verlaagd (met 4.000 gulden) kwam de verkoop niet op gang.
Al na een jaar en 130 registraties werd het merk van Nederlandse markt gehaald, nog voordat het merk überhaupt in andere Europese landen verkocht zou gaan worden. Als officiële reden voor het stopzetten van de export naar Nederland voert de fabriek de toenemende ingewikkeldheid van de Europese keuringseisen aan en de daarmee samenhangende kosten voor onderzoek en ontwikkeling. Importeur Eurimpo BV in Ridderkerk was erg teleurgesteld over het besluit van Taiwan, omdat juist een nieuw, veel moderner model als opvolger van de Feeling ter beschikking zou komen.
Eigenaren van een Yue Loong Feeling kregen van de Nederlandse importeur een regeling aangeboden die inhield dat de importeur de desbetreffende auto terugkocht en de eigenaar de gelegenheid bood over te stappen op een ander merk. Eurimpo BV was onderdeel van de Abemy Groep die toentertijd ook de merken FSO, Hyundai en Mitsubishi vertegenwoordigde.
Alle teruggekochte auto's gingen officieel terug naar Taiwan maar er zijn geruchten dat ze naar Afrika zijn gebracht om als taxi te worden verkocht. Later is een aantal teruggevonden in Rusland. Eén exemplaar werd niet door de importeur teruggekocht en dook later op in Brabant.

## Einde
In eigen land probeerde men het onder de nieuwe merknaam Yulon nog met een doorontwikkelde versie van de Feeling die in 1992 werd geïntroduceerd, de Arex 601, maar ook dat model werd geen succes. Na het roemloze einde van de eigen ontwikkelingen in 1995 legde Yulon zich voortaan toe op waar het wél goed in was: het bouwen van Nissans onder licentie. Yulon bouwt tegenwoordig ook GM-producten onder licentie en is tevens importeur van Renault en Infiniti in Taiwan.

## Modellen
De Feeling 101 werd in 1986 geïntroduceerd op de Taiwanese markt. De auto was leverbaar met 1.6 en 1.8 carburatiemotoren met 88 resp. 97 pk. Kenmerkend aan de Feeling 101 zijn de 'honingraat' achterlichten.
In 1989 werd de Feeling vernieuwd en kreeg de naam Feeling 102. Naast een nieuwe grille kreeg de liftback ook nieuwe achterlichten. De Feeling 102 was het model dat ook geëxporteerd is naar Nederland.
De Arex 601 was de opvolger van de Feeling en kwam in 1992 op de markt. De zijkant bleef ongewijzigd, maar de voor- en achterkant werden flink gemoderniseerd. Bovendien kreeg de Arex een geheel nieuw interieur. De auto was nog slechts leverbaar met de 1.8 liter motor.